# Улица Маршала Новикова (Москва)
Улица Ма́ршала Но́викова — улица на северо-западе Москвы в районе Щукино Северо-Западного административного округа между площадью Генерала Жадова и Новощукинской улицей.

## Происхождение названия
Первоначально 2-й Щукинский проезд (1948) — по находившейся поблизости деревне Щукино, известной по упоминаниям с XV века. Проезд был переименован в 1977 году в честь Александра Александровича Новикова (1900—1976) — Главного маршала авиации, дважды Героя Советского Союза, участника гражданской и советско-финской войн. В годы Великой Отечественной войны командующий ВВС Ленинградского фронта, с 1942 года командующий ВВС Советской Армии. После войны на ответственных должностях в ВВС.

## Примечательные здания и сооружения
| - ансамбль домов дом № 1—3 с площади Генерала Жадова - дом № 1 — вид со двора |

по нечётной стороне:
- № 1 — жилой дом Академгородка лаборатории № 2 АН СССР (1945—1949, архитекторы И. В. Жолтовский, Л. Б. Карлик)[2]. Здание является памятником культурного наследия России № 7737121000.
 Здесь жил физик-теоретик Д. А. Франк-Каменецкий[3]. На первом этаже в помещении бывшего магазина размещается камерный Музей быта советских учёных[4].
- № 3, стр. 1 — жилой дом Академгородка лаборатории № 2 АН СССР (1945—1949, архитекторы И. В. Жолтовский, Л. Б. Карлик)[2].
- № 5 — жилой дом Академгородка лаборатории № 2 АН СССР (конец 1940-х — начало 1950-х, архитектор А. В. Щусев)[5].
- № 9 — многоквартирный пятиэтажный жилой дом индивидуальной серии, декорированный эркерами (1950).
- № 23 — Клиника ФГБУ ГНЦ ФМБЦ им. А. И. Бурназяна ФМБА России.

по чётной стороне:
- № 2 — комплекс из двух жилых корпусов (четырёх-, пяти-, семиэтажных) на 160 квартир (1947—1950, архитекторы А. К. Ростковский и И. А. Чекалин)[6]. Здесь жил участник советского атомного проекта, лауреат Сталинской премии М. С. Пойдо[7].
- № 4к1 — многоквартирный четырёх-пятиэтажный жилой дом Военного городка (конец 1930-х, архитектор Л. В. Фельдман)[8]
- № 10к1 — многоквартирный четырёхэтажный жилой дом Военного городка (конец 1930-х, архитектор Л. В. Фельдман)[9]
- № 12к1 — жилой дом Военного городка (1934-1937, перестроен). Здесь жили поэт, переводчик, художник Аркадий Штейнберг[10], ученый, химик и физик Андрей Вашман.
- № 14к1 — Городская поликлиника № 115, филиал № 1. Здание поликлиники было построено в конце 1960-х годов на месте спортивной площадки[11]. В 2022 году поликлиника была отремонтирована по программе «Новый московский стандарт поликлиник»[12].